# Semey
Semey ([sʲe.mʲej]ⓘ en kazajo y ruso: Семей, tr. Semij o Semei, conocida por su antiguo nombre de Semipalátinsk (Семипала́тинск) hasta 2007. Alash-kala (en kazajo: Алаш-қала, Alaş-qala) entre 1917 y 1920) es una ciudad de Kazajistán, situada en el noreste de la provincia de Abai, próxima a la frontera con la Siberia occidental, más concretamente con el krai de Altái. Aproximadamente a 1000 kilómetros al norte de Almatý y a 700 km al sudeste de la ciudad rusa de Omsk. Surcada a lo largo del río Irtysh.

## Historia
Los primeros asentamientos de los que se tiene constancia por escrito datan de 1718, cuando se construyó un fuerte junto al río Irtish, cerca de las ruinas de un monasterio budista.
Sin embargo, lo que más marcó el estado actual de la zona fue la decisión de desarrollar el Programa soviético de las armas nucleares en ella, lo que provocó graves consecuencias para la salud de la población, más acentuado por el estado actual de abandono. Como curiosidad, existe una iniciativa para que la región sea nombrada Herencia cultural UNESCO.
Debido a que el 29 de agosto de 1991 el gobierno kazajo cerró la base soviética de ensayos nucleares, ese día fue escogido por la ONU para conmemorar el Día Internacional contra los Ensayos Nucleares.

## Demografía
| Gráfica de evolución de Semey entre 1881 y 2020 |
|                                                 |
| Fuente:Kazakhstan Statistical Data.             |

## Geografía

### Clima
| Parámetros climáticos promedio de Semey | Parámetros climáticos promedio de Semey | Parámetros climáticos promedio de Semey | Parámetros climáticos promedio de Semey | Parámetros climáticos promedio de Semey | Parámetros climáticos promedio de Semey | Parámetros climáticos promedio de Semey | Parámetros climáticos promedio de Semey | Parámetros climáticos promedio de Semey | Parámetros climáticos promedio de Semey | Parámetros climáticos promedio de Semey | Parámetros climáticos promedio de Semey | Parámetros climáticos promedio de Semey | Parámetros climáticos promedio de Semey |
| Mes                                     | Ene.                                    | Feb.                                    | Mar.                                    | Abr.                                    | May.                                    | Jun.                                    | Jul.                                    | Ago.                                    | Sep.                                    | Oct.                                    | Nov.                                    | Dic.                                    | Anual                                   |
| --------------------------------------- | --------------------------------------- | --------------------------------------- | --------------------------------------- | --------------------------------------- | --------------------------------------- | --------------------------------------- | --------------------------------------- | --------------------------------------- | --------------------------------------- | --------------------------------------- | --------------------------------------- | --------------------------------------- | --------------------------------------- |
| Temp. máx. abs. (°C)                    | 5.7                                     | 6.8                                     | 24.5                                    | 33.0                                    | 37.6                                    | 38.8                                    | 42.1                                    | 42.5                                    | 38.2                                    | 29.5                                    | 21.0                                    | 6.7                                     | 42.5                                    |
| Temp. máx. media (°C)                   | -9.8                                    | -8.1                                    | -0.2                                    | 13.7                                    | 22.0                                    | 27.2                                    | 28.5                                    | 26.9                                    | 20.6                                    | 11.8                                    | 0.5                                     | -6.8                                    | 10.5                                    |
| Temp. media (°C)                        | -14.7                                   | -13.8                                   | -5.8                                    | 7.0                                     | 14.5                                    | 19.8                                    | 21.6                                    | 19.3                                    | 12.8                                    | 5.6                                     | -4.1                                    | -11.3                                   | 4.2                                     |
| Temp. mín. media (°C)                   | -19.5                                   | -19.4                                   | -11.3                                   | 0.2                                     | 6.9                                     | 12.4                                    | 14.7                                    | 11.7                                    | 5.0                                     | -0.5                                    | -8.7                                    | -15.9                                   | -2.0                                    |
| Temp. mín. abs. (°C)                    | -42.6                                   | -41.5                                   | -34.6                                   | -18.4                                   | -6.5                                    | 0.2                                     | 5.5                                     | 0.6                                     | -7.5                                    | -20.8                                   | -42.1                                   | -42.2                                   | -42.6                                   |
| Precipitación total (mm)                | 14.6                                    | 14.8                                    | 14.8                                    | 17.7                                    | 27.7                                    | 30.5                                    | 49.8                                    | 21.7                                    | 16.0                                    | 20.9                                    | 25.8                                    | 21.3                                    | 275.6                                   |
| Fuente: Семей ауа райы                  |                                         |                                         |                                         |                                         |                                         |                                         |                                         |                                         |                                         |                                         |                                         |                                         |                                         |

## Ciudades hermanadas
- Iprés, Bélgica